# Gevangenis van Struiswijk

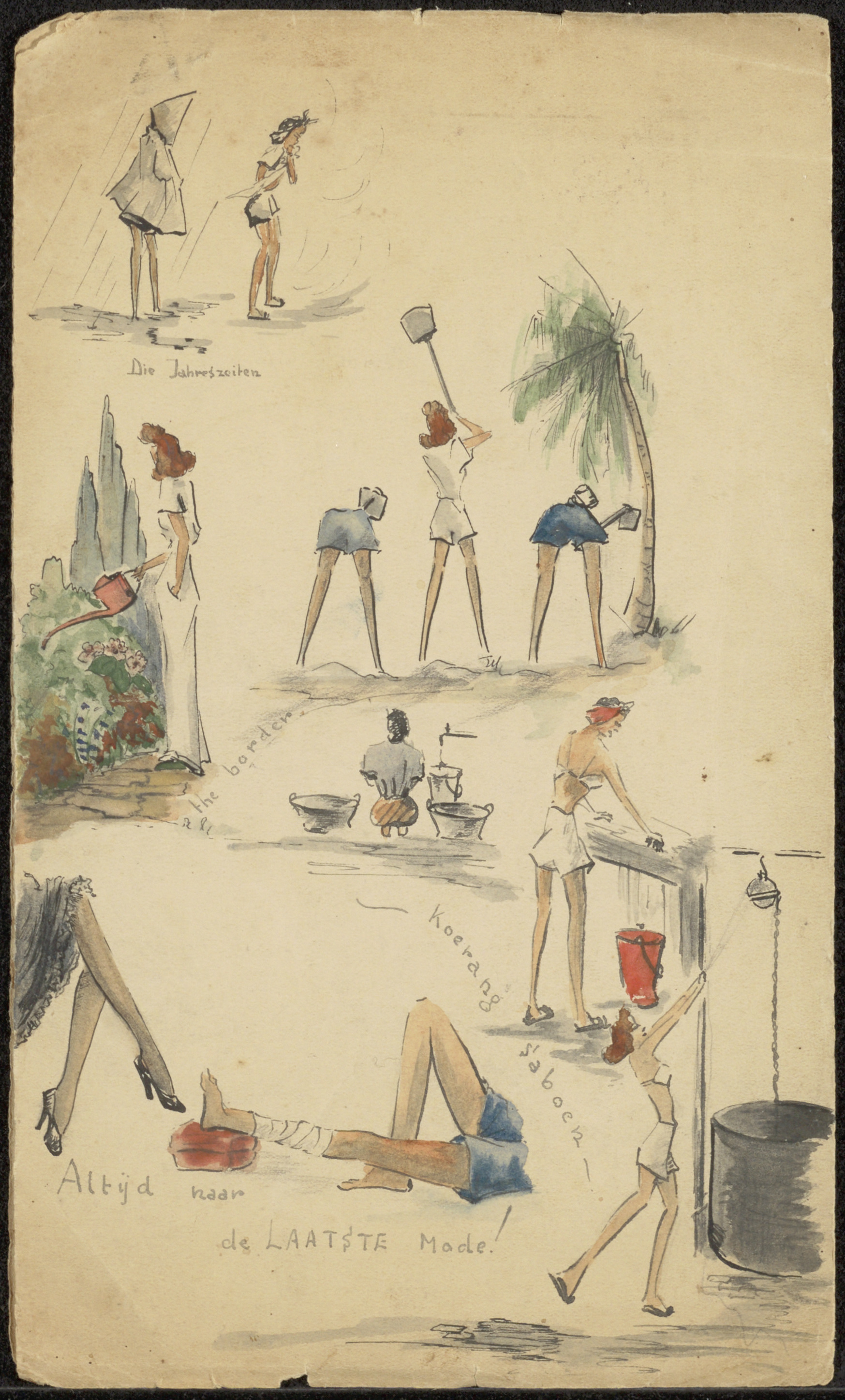
Aquarel met kampscènes uit Struiswijk in de tijd dat het een vrouwenkamp is

De gevangenis van Struiswijk was een huis van bewaring in het zuidoosten van Batavia aan de Drukkerijweg. Deze gevangenis werd in het begin van de jaren 20 van de 20ste eeuw gebouwd op het landgoed Struiswijk. 
De gevangenis was tijdens de Japanse bezetting van Nederlands-Indië in de periode van 26 januari 1942 tot en met 28 oktober 1942 een krijgsgevangenenkamp. In de periode van maart 1942 tot en met januari 1944 was dit een mannenkamp. In de periode van oktober 1944 tot en met augustus 1945 was dit een vrouwenkamp. In september 1945 werd de gevangenis geheel ontruimd en opgeheven. Vanaf maart 1944 werd dit kamp door de Japanse legermacht aangeduid als Bunsho I kamp 7.